# Opowieści taty bobra
Opowieści taty bobra (fr. Les histoires du Père Castor, ang. Papa Beaver's Storytime, 1993–1994) – francusko-kanadyjski serial animowany.

## Opis fabuły
Serial opisuje przygody taty bobra, który opowiada małym bobrom różne opowieści.

## Obsada (głosy)

### Dubbing francuski
- Raymond Baillet jako Tata Bóbr
- Sauvane Delanoë jako Câline
- Brigitte Lecordier jako Benjamin
- Magali Barney jako Grignote

### Dubbing angielski
- Walter Messey jako Tata Bóbr
- Teddy Lee Dillon
- Pauline Little
- Bruce Dinsmore
- Kathleen Fee
- Rick Jones

## Wersja polska
W Polsce serial emitowany był na kanale TVP1.
Opracowanie wersji polskiej: EUROCOM

Reżyseria: Maryla Ankudowicz

Dialogi: Stanisława Dziedziczak

Dźwięk i montaż: 
- Maciej Kręciejewski,
- Jacek Osławski

Kierownik produkcji: Marzena Wiśniewska

Udział wzięli:
- Krzysztof Kowalewski – Tata Bóbr

oraz
- Anna Apostolakis
- Izabella Dziarska
- Marek Cichucki

i inni
Teksty piosenek: Marek Robaczewski

Śpiewała: Beata Jankowska

Kierownictwo muzyczne: Marek Klimczuk